# Канадский музей современной фотографии
Канадский музей современной фотографии (англ. Canadian Museum of Contemporary Photography) — канадская структура федерального подчинения, созданная с целью сбора, демонстрации и популяризации фотографических изображений. Коллекция музея, содержащая 160 тысяч экспонатов (данные на 2009 год), собирается со времени Второй мировой войны, однако официально музей основан в 1985 году. С 1992 по 2009 год занимал собственное помещение, в настоящее время площадь под экспозицию музея предоставляет Национальная галерея Канады.

## История
В 1941 году под эгидой Национальнго совета Канады по кинематографу (англ. National Film Board of Canada, NFB) был сформирован отдел фотографии англ. Sill Photography Division). Первоначально основной задачей отдела было распределение государственных заказов на фотографические работы, но к 70-м годам в центре его интересов оказался сбор коллекции художественных фотографических работ. В 1984 году консервативное правительство Малруни приняло решение о преобразовании отдела в Канадский музей современной фотографии — дочернюю структуру Национальной галереи Канады, первым директором которой стала Марта Лэнгфорд. В качестве задачи нового музея была провозглашена популяризация современной Канадской документальной и художественной фотографии. Министр связи Марсель Массе пообещал, что новый музей получит собственное помещение в центре Оттавы.
Обещание Массе было выполнено в 1992 году, когда музей получил в своё распоряжение новое помещение необычной планировки рядом с каналом Ридо и гранд-отелем «Шато-Лорье». Здание представляло собой реконструированный отрезок железнодорожного туннеля. Экспозиции располагались ниже уровня проезжей части, а над поверхностью находился вход и фойе, выполненные в архитектурном стиле, схожем со стилем «Шато-Лорье». В 1994 году пост директора музея заняла Марта Ханна.
В октябре 2006 года в связи с реконструкционными работами здание музея было закрыто для посетителей. Экспозиции были перенесены в помещения Национальной галереи. Ремонтные работы были начаты из-за течи, открывшейся в подземных залах музея, расположенного вплотную к каналу Ридо, но через два с половиной года, в марте 2009 года, было сообщено, что экспозиция музея не сможет возвратиться в собственное помещение. Это решение было принято в связи с предстоящей реконструкцией зданий парламента и намерением использовать бывшее здание музея для офисов Палаты общин и комнат заседаний комиссий.

## Коллекция
К 2009 году в коллекции Канадского музея современной фотографии насчитывалось 160 тысяч экспонатов, включая 17 тысяч оттисков и мультимедийных произведений, а также негативы и обращаемые фотоматериалы из фондов Национального совета по кинематографу, датируемые 1962 и более поздними годами (более ранние материалы содержатся в хранилищах Библиотеки и Архива Канады).
В коллекции музея представлены работы сотен фотографов-художников, позволяющие организовывать по четыре выставки в год - как индивидуальные, так и коллективные. Эти экспозиции демонстрируются не только в Оттаве, но и в музеях других городов Канады.